# Mesacanthion tenuicaudatum
Mesacanthion tenuicaudatum är en rundmaskart som först beskrevs av Ssaweljev 1912.  Mesacanthion tenuicaudatum ingår i släktet Mesacanthion och familjen Enoplidae. Inga underarter finns listade i Catalogue of Life.